# Abbéville-lès-Conflans
Abbéville-lès-Conflans is een gemeente in het Franse departement Meurthe-et-Moselle (regio Grand Est) en telt 236 inwoners (2004).
De gemeente maakt deel uit van het arrondissement Briey en sinds 22 maart 2015 van het kanton Pays de Briey. Daarvoor hoorde het bij het kanton Conflans-en-Jarnisy, dat op die dat opgeheven werd.

## Geografie
De oppervlakte van Abbéville-lès-Conflans bedraagt 7,7 km², de bevolkingsdichtheid is 30,6 inwoners per km².
De onderstaande kaart toont de ligging van Abbéville-lès-Conflans met de belangrijkste infrastructuur en aangrenzende gemeenten.

## Demografie
Onderstaande figuur toont het verloop van het inwonertal (bron: INSEE-tellingen).